# Neodadaísmo

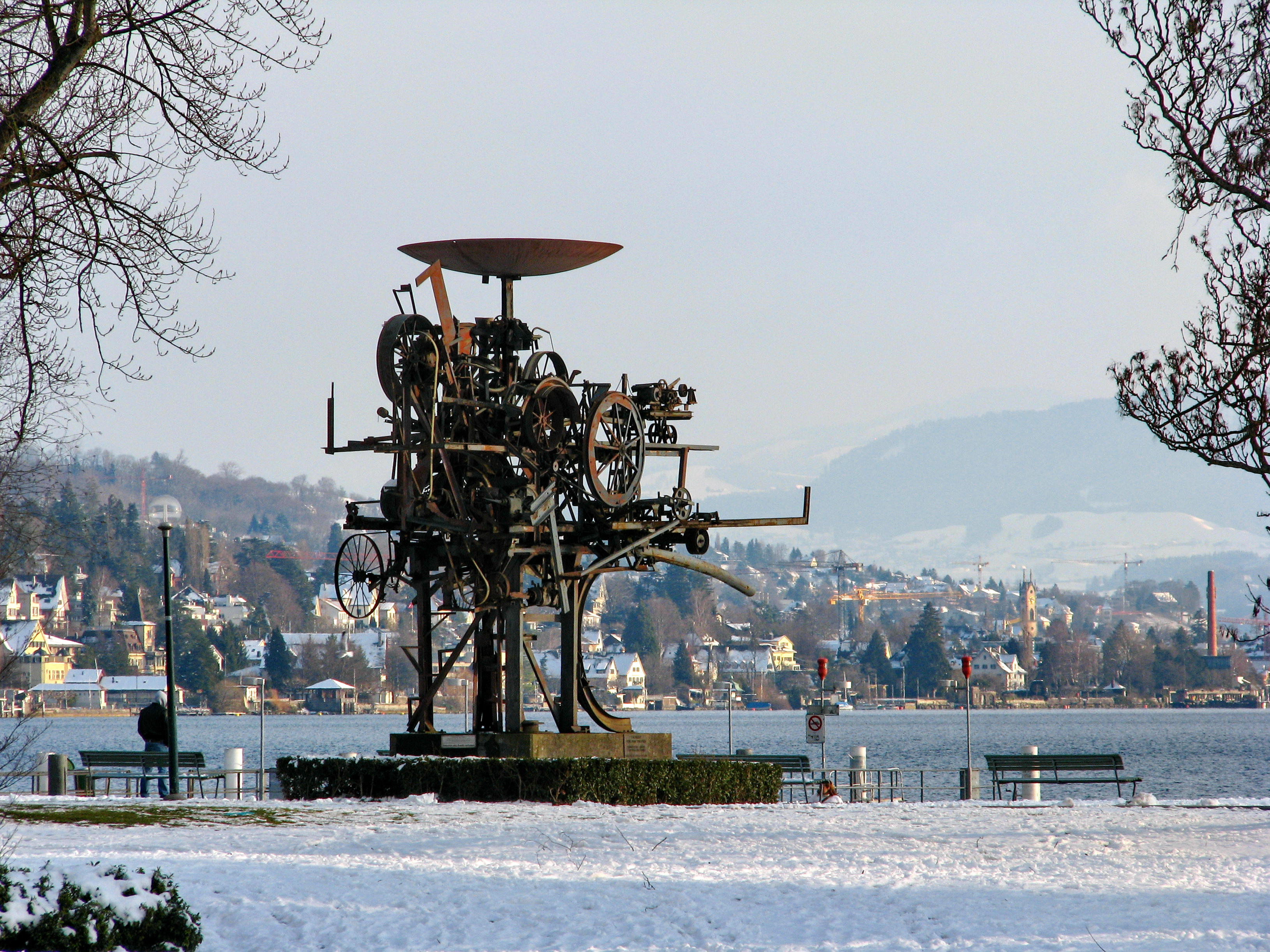
"Heureka" por Jean Tinguely, en Zürichhorn, Zürich-Seefeld (Suiza). 2009.

El neodadaísmo es un movimiento de artes sonoras, visuales y literarias, similar en propósito y método a su movimiento predecesor, el dadaísmo. Pese a reivindicar varios postulados dadaístas, el neodadaísmo coloca "énfasis en la importancia de la obra de arte producida en vez del concepto de generación de trabajo".
El término neo-dadá fue popularizado por la historiadora del arte Barbara Rose a principios de la década de 1960. Se ha aplicado a una amplia variedad de obras artísticas, incluidas las combinaciones y ensamblajes pre-pop de Robert Rauschenberg y Jasper Johns, Happenings, Fluxus, Pop art, Junk art y Nouveau Réalisme, así como otras formas de arte conceptual y experimental. El elemento unificador del arte neo-dadá es su nueva exploración de la ironía del dadaísmo y el uso de objetos encontrados y/o actividades banales, como instrumentos de crítica social y estética.
El movimiento Dada se formó en reacción negativa a los horrores y la locura de la Primera Guerra Mundial y condujo al arte, la poesía y la actuación, a menudo de naturaleza satírica y carente de sentido explícito. En la década de 1950, Rauschenberg, Johns y otros, comenzaron a incluir imágenes populares y un contraste absurdo en su trabajo. También hubo fuertes ecos del Dada en las instalaciones y happenings de los años cincuenta y sesenta

## Descripción
Es un movimiento caracterizado por su uso de materiales modernos, imágenes populares y contrastes absurdos. Fue una reacción al emocionalismo personal del expresionismo abstracto y tomó inspiración en las prácticas de Marcel Duchamp, Kurt Schwitters y Frederick Kiesler; todos ellos negaron conceptos estéticos tradicionales. En este sentido el proceso creativo fue privilegiado sobre el producto final. El movimiento tuvo una dimensión internacional más allá de los EE. UU., con manifestaciones en Europa y Japón. Además, sirvió como un referente en la fundación de los movimientos artísticos como el arte pop, Fluxus, y Nouveau réalisme.
Los artistas más representativos de este movimiento son:
- Robert Rauschenberg (n. 1925), con sus materiales mundanos como viejas colchas o telas mezcladas con papeles que dotan de una textura diferente y con nuevos matices, una obra completamente distinta muy singular. Rauschenberg recoge los elementos que tiene a su alrededor, como una lata de cerveza o una botella de coca cola, un neumático, etc; así como su obra cuyos elementos son una cabra y un neumático, también a modo de juego compositivo.
- Jasper Johns (n. 1930), el artista que se sirve de la encáustica, especie de mezcla de resina con cera virgen y pigmento, para dar texturas a sus obras de dianas y de banderas.[5]